# Кхарак Сингх
Махараджа Кхарак Сингх (англ. Maharaja Kharak Singh; 22 февраля 1801 — 5 ноября 1840) — 2-й второй махараджа Сикхской империи в Пенджабе (27 июня 1839 — 8 октября 1839). Он был старшим сыном махараджи Ранджита Сингха и махарани Датар Каур. Он стал преемником своего отца в июне 1839 года.

## Предыстория
Он родился в Лахоре 22 февраля 1801 года, первый законный сын Ранджита Сингха (1780—1839) и его второй жены Датар Каур (? — 1838) . В 1812 году, в возрасте 11 лет, он женился на Чанд Каур (1802—1842), дочери Сардара Джаймала Сингха, вождя племени мисла Канхайя. Их сын Нау Нихал Сингх родился в 1821 году . В 1816 году он снова женился, когда был еще принцем, на Биби Кхем Каур Дхиллон, дочери Джат-сикха Джодха Сингха Калальвалы и внучке Сахиба Сингха Дхиллон. После Второй англо-сикхской войны в 1849 году джагиры Биби Кхем были сокращены британским колониальным правительством из-за ее антибританской роли в войне.

## Ранняя жизнь
Кхарак получил княжество Джамму в качестве своего джагира в 1812 году. В 1818 году вместе с Мисром Диван Чандом он командовал экспедицией против афганского правителя Мультана наваба Музаффар-Хана, добившись решающей победы в битве при Мултане. Он родился в семье Сандхавалия Джат. В 1819 году он номинально командовал экспедицией по завоеванию Кашмира. За три месяца до своей смерти Ранджит Сингх присудил Кашмир Кхараку, что было расценено как сдерживание амбиций Гулаб Сингха.

## Махараджа Сикхской империи
Несмотря на то, что Карак был храбрым и хорошим в бою, он считался простодушным и сменил своего отца на посту махараджи. Считалось, что ему не хватало дипломатических навыков отца, и он истощал себя, употребляя чрезмерное количество алкоголя и опиума. Он установил тесные отношения со своим наставником Четом Сингхом, который приобрел такую власть над ним, что превратил его в марионетку. Эти отношения с Четом Сингхом создали напряженность в отношениях с премьер-министром Раджей Дхианом Сингхом, и в 1839 году Чет Сингх был убит.
После смерти своего отца он был провозглашен магараджей и возведен на трон в Лахорском форте 1 сентября 1839 года. После его восшествия на престол череда пышных вечеринок и рост его пристрастия к выпивке, наркотикам и танцовщицам оттолкнули многих его советников и генералов. Австрийский врач Иоганн Мартин Хонигбергер, присутствовавший при дворе, описал его коронацию как мрачный день для Пенджаба и назвал махараджу болваном, который дважды в день лишал себя чувств и проводил все свое время в состоянии оцепенения.
Раджа Дхиан Сингх ранее сопротивлялся попыткам разрешить Кхараку обучение государственному ремеслу, и 8 октября 1839 года он спровоцировал его смещение с трона, когда Нау Нихал Сингх стал фактическим правителем.

## Смерть
Кхарак Сингх был отравлен свинцом и ртутью. В течение шести месяцев он был прикован к постели, а через одиннадцать месяцев после отравления умер 5 ноября 1840 года в Лахоре . В официальном сообщении обвинили внезапную загадочную болезнь. Хотя это никогда не было доказано, большинство современников считали, что за отравлением стоит Раджа Дхиан Сингх. Раджа Дхиан Сингх также убил одну из жен Кхарака Сингха, предав ее огню.

## Семья
У Кхарака Сингха было три жены и один сын:
- 1-я жена с 6 февраля 1812 года Махарани Чанд Каур (1802 — 10 июня 1841)[1], дочь Сардара Джаймала Сингха Канхья из Фатехгарха, близ Гурдаспура. Регентша Сикхской империи (1810—1841). У супругов родился единственный сын:
  - Нау Нихал Сингх (9 марта 1821 — 6 ноября 1840), 3-й махараджа Сикхской империи (1839—1840).
- 2-я жена с 1816 года Махарани Хем Кишан Каур Сахиба[3] (? — 1876, Лахор), дочь Сардара Джодха Сингха Каласа Баджвы
- 3-я жена с 1818 года Махарани Кишан Каур Сахиба (? — 1876, Лахор), дочь Чаудри Раджи Сингха Джата из Самры, в округе Амритсар.